# Quadro de avisos

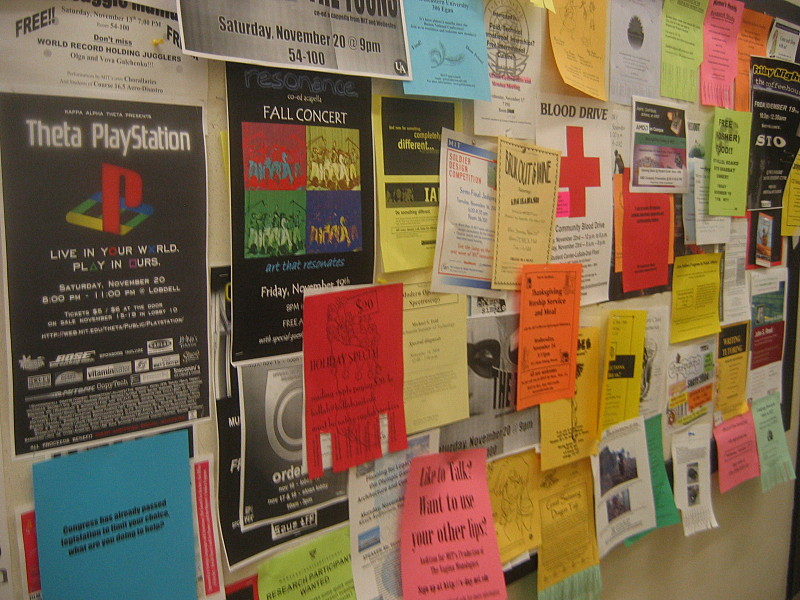
Quadro de avisos no MIT, Novembro de 2004.

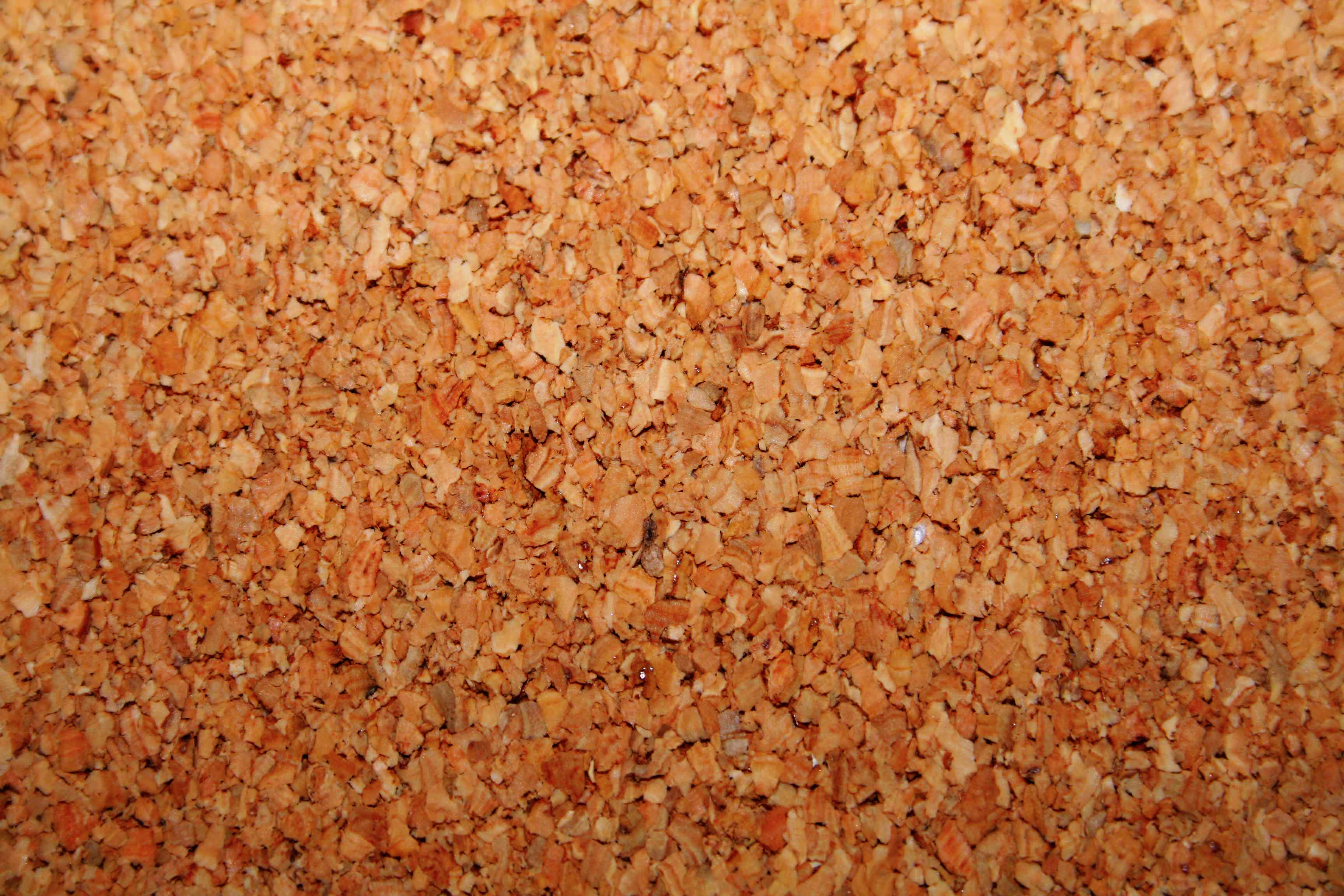
A cortiça é um material comum nos quadros de avisos

Um quadro de avisos é um objecto ou lugar onde as pessoas podem deixar anúncios, avisos ou outras mensagens de carácter público. Em geral são feitos de cortiça, possibilitando que lhe sejam presos papéis com essas mensagens. É muito usado em escritórios e no ambiente universitário, onde está em geral exposto nos corredores.